# Bancha
Bancha (番茶) é um tipo de chá verde Japonês. É colhido na segunda florada de sencha entre o verão e o outono. (A primeira florada é utilizada para a fabricação do shincha.)
Pode ser encontrado em várias formas, como torrado, não torrado, fumado, maturado ou fermentado durante três anos e até pós-fermentado.

## Prática
O bancha é colhido da mesma árvore de onde se produz o sencha, mas é colhido mais tarde, o que lhe confere uma qualidade inferior. É considerado um dos chás verdes japoneses de menor qualidade. Existem 22 graus de bancha. Seu sabor é único e varia conforme o tipo.
Os sabores variam de fumaça, nozes torradas, grama verde, terra, solo, folhas molhadas e alguns dos tipos de bancha possuem um cheiro mais forte de palha.